# 15262 Abderhalden
15262 Abderhalden (1990 TG4) là một tiểu hành tinh nằm ở rìa ngoài của vành đai chính được phát hiện ngày 12 tháng 10 năm 1990 bởi F. Borngen và L. D. Schmadel ở Tautenburg.